# Миньон, Абрахам
Абрахам Миньон  (нем. Abraham Mignon; 21 июня, 1640, Франкфурт-на-Майне — 27 марта, 1679, Утрехт) — немецкоязычный нидерландский художник, мастер натюрмортов.

## Жизнеописание
Родился в июне 1640 года в семье немецкого коммерсанта, крещение состоялось 21 июня. Когда ребёнку исполнилось семь лет, отец устроил его в помощники к художнику Якобу Маррелу. Маррел специализировался на создании натюрмортов; Абрахам был среди его лучших учеников.
Впоследствии Маррел перебрался из Германии в Голландию и взял Миньона с собой. Художники поселились в Утрехте; здесь Миньон проходил обучение в мастерской местного художника по имени Ян Дэвидс де Хем (1606—1684), а в 1669 году стал членом Гильдии Св. Луки. В 1676 году художник вернулся во Франкфурт.
Учеником Миньона был Элиас ван ден Брук.
В 1679 году Абрахам Миньон умер в Утрехте.

## Творчество
Миньон работал почти исключительно в жанре натюрморта, изредка обращаясь к портретной живописи. На его полотнах яркие, красочные цветы и фрукты контрастируют с тёмным фоном. Произведениям художника свойственны изящность и продуманность композиции, а также скрупулёзность в изображении деталей.
Картины Миньона пользовались большой популярностью у собирателей живописи, в числе которых был французский король Людовик XIV. После смерти художника они разошлись по музеям мира. Наибольшее их количество в Дрезденской картинной галерее, шесть картин находятся в Лувре, четыре — в Эрмитаже.

## Перечень избранных произведений

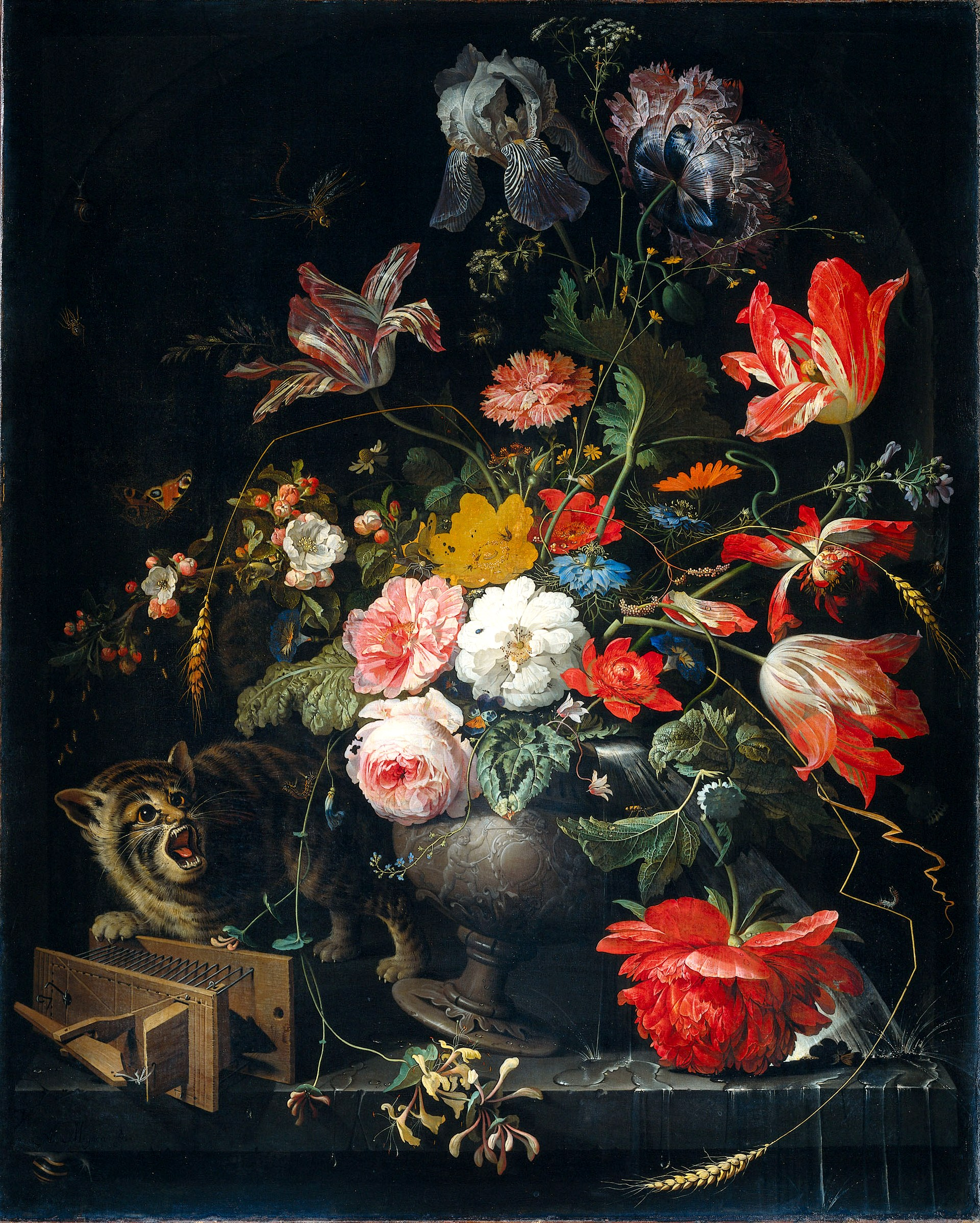
Абрахам Миньон. «Натюрморт с котом и падающей вазой с цветами»

- «Натюрморт с котом и падающей вазой с цветами»
- «Натюрморт с устрицами, фруктами и фарфором»
- «Тондо с женской фигурой в гирлянде цветов»
- «Цветочный натюрморт с мышами и насекомыми»
- «Натюрморт с охотничьими трофеями»
- «Натюрморт с фруктами, овощами и птичьим гнездом»

## Галерея избранных произведений

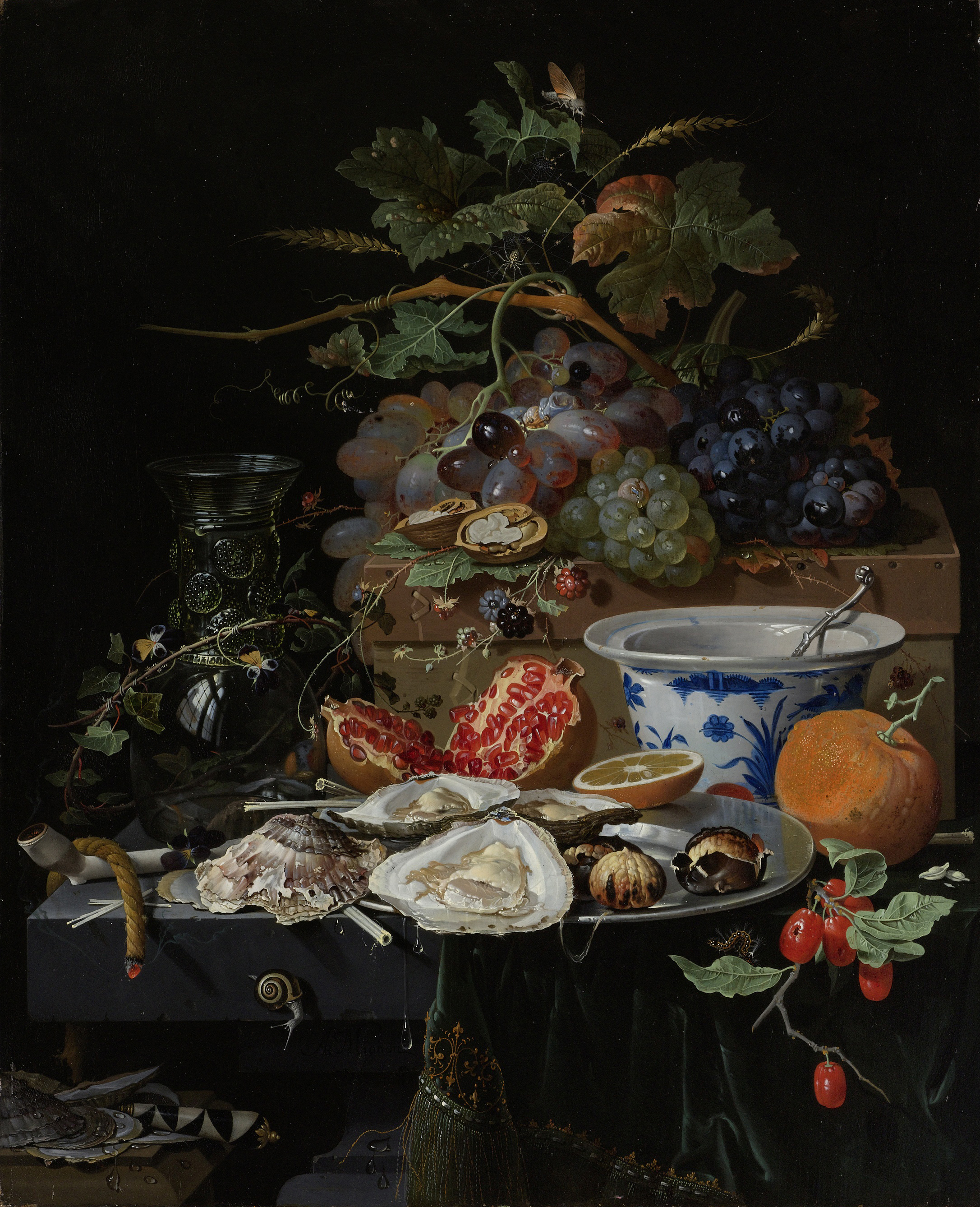
Абрахам Миньон. «Натюрморт с устрицами, фруктами и фарфором», после 1660 г.
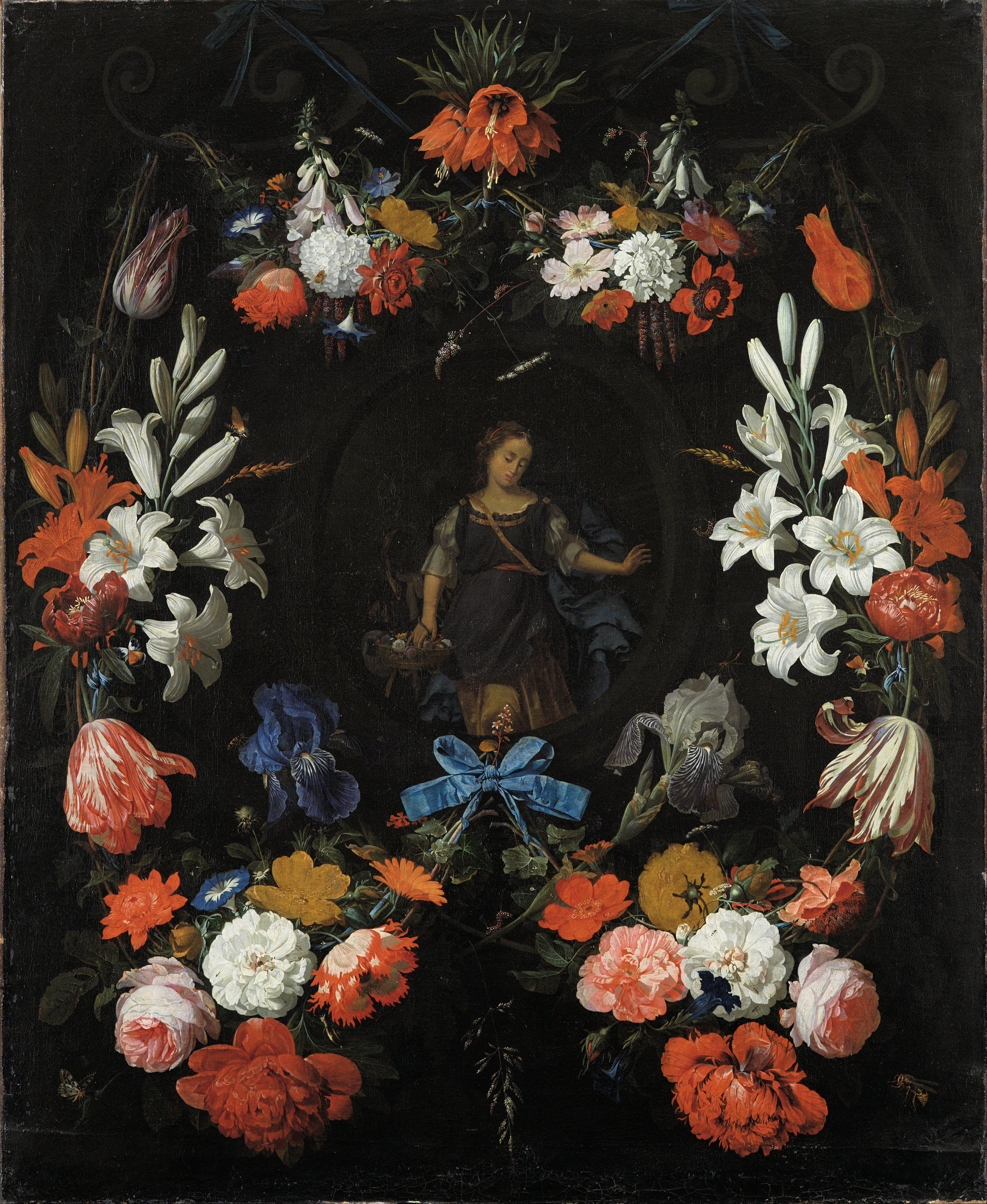
Абрахам Миньон. «Тондо с женской фигурой в гирлянде цветов», бл. 1675 г.
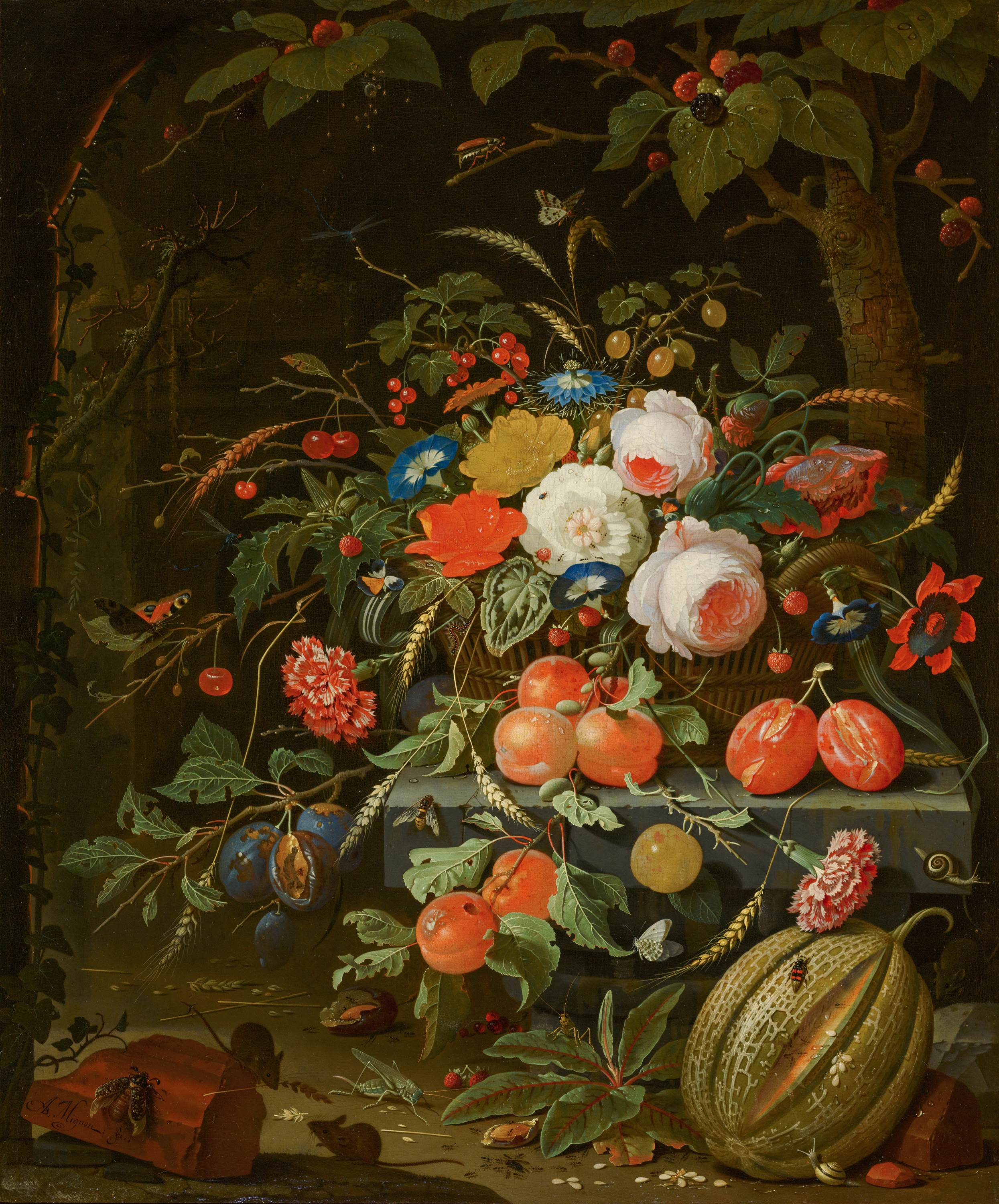
Абрахам Миньон. «Цветочный натюрморт с мышами и насекомыми»
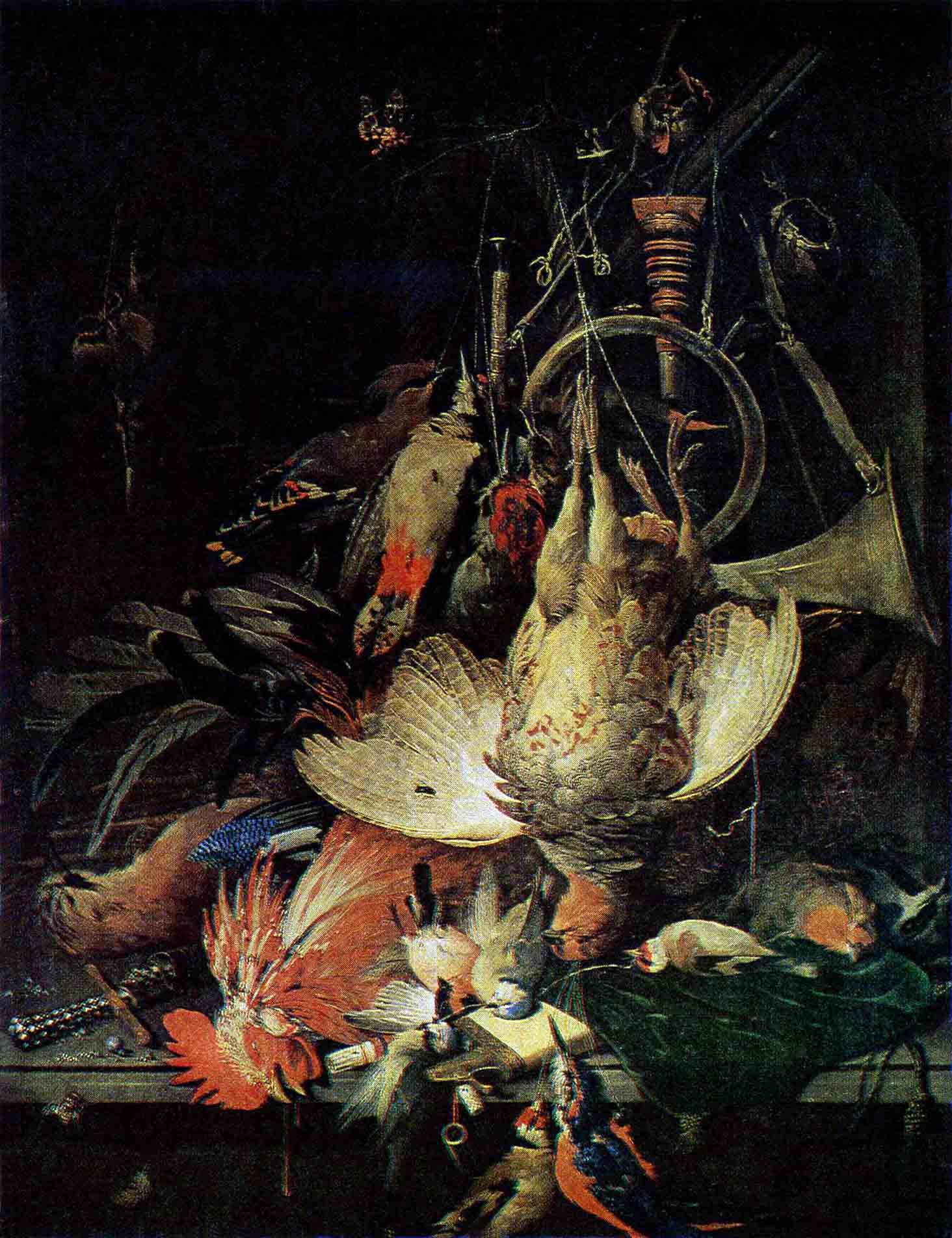
Абрахам Миньон. «Натюрморт с охотничьими трофеями», бл. 1665 г.